# یواس‌اس ویلیام ام وود (دی‌ای-۵۵۷)
یواس‌اس ویلیام ام وود (دی‌ای-۵۵۷) (به انگلیسی: USS William M. Wood (DE-557)) یک کشتی بود که طول آن 306 ft (93 m) بود.